# My Best
My Best är ett samlingsalbum av den svenska artisten Meja, som släpptes den 23 januari 2002 i Japan.

## Låtlista
| Nr           | Titel                   | Längd |
| ------------ | ----------------------- | ----- |
| 1.           | How Crazy Are You?      | 3:55  |
| 2.           | All 'Bout the Money     | 2:55  |
| 3.           | Rainbow                 | 4:00  |
| 4.           | Intimacy                | 3:53  |
| 5.           | Are You Ready?          | 3:00  |
| 6.           | Land of Makebelieve     | 4:09  |
| 7.           | Pop and Television      | 3:27  |
| 8.           | Hippies in the 60's     | 4:06  |
| 9.           | Spirits                 | 4:11  |
| 10.          | Radio Radio             | 3:13  |
| 11.          | Seven Sisters Road      | 3:33  |
| 12.          | Flower Girl             | 3:32  |
| 13.          | My Best Friend          | 3:07  |
| 14.          | I'm Here Saying Nothing | 3:15  |
| Total längd: | Total längd:            | 50:16 |